# Žalpiai
Žalpiai (ryska: Жальпяй) är en ort i Litauen. Den ligger i den centrala delen av landet, 180 km nordväst om huvudstaden Vilnius. Žalpiai ligger 122 meter över havet och antalet invånare är 125.
Terrängen runt Žalpiai är platt, och sluttar söderut. Runt Žalpiai är det ganska glesbefolkat, med 28 invånare per kvadratkilometer. Närmaste större samhälle är Kelmė, 17,2 km norr om Žalpiai. Trakten runt Žalpiai består till största delen av jordbruksmark.